# Perlesreut
Perlesreut er en købstad (markt) i Landkreis Freyung-Grafenau i Regierungsbezirk Niederbayern i den tyske delstat Bayern. Den er en del af
Verwaltungsgemeinschaft Perlesreut. Perlesreut er en statsanerkendt rekreationsby.

## Geografi
Byen ligger i Region Donau-Wald i Bayerischer Wald mellem dalene til floderne Ilz og Ohe.
Perlesreut ligger 12 km fra både Grafenau og Freyung, til Tittling er der 10 km, til Waldkirchen 16 km og til Passau (over Fürsteneck) 30 km.

### Nabokommuner
- Witzmannsberg
- Tittling
- Saldenburg
- Grafenau
- Ringelai
- Fürsteneck
- Röhrnbach

### Inddeling
der er ud over Perlesreut følgende bydele landsbyer og bebyggelser: Biberbach, Bibereck, Eisenbernreut, Ellersdorf, Empertsreut, Göschlmühle, Hammermühle, Hangalzesberg, Hatzerreut, Heiblmühle, Hirtreut, Hötzerreut, Kirchberg, Kumpfmühle, Lindberg, Marchetsreut, Marktberg, Messerschmidmühle, Nebling, Niederperlesreut, Oberanschiessing, Prombach, Rentpoldenreuth, Rodlhof, Scharrmühle, Unteranschiessing, Waldenreut og Wartberg.